# El fantasma de la ópera (película de 1962)
El fantasma de la ópera es una película británica de 1962, dirigida por Terence Fisher. Protagonizada por Herbert Lom, Heather Sears, Edward de Souza y Michael Gough en los papeles principales. 

## Sinopsis
Nueva versión del clásico de Gaston Leroux, si bien trasladando la acción a Londres en 1900.

## Reparto
- Herbert Lom - El Fantasma / Profesor Petrie
- Heather Sears - Christine Charles
- Edward de Souza - Harry Hunter
- Michael Gough - Ambrose D'Arcy
- Thorley Walters - Lattimer
- Harold Goodwin - Bill
- Marne Maitland - Xavier
- Miriam Karlin - Asistenta
- Patrick Troughton – El cazarratas
- Renee Houston - Señora Tucker
- Keith Pyott - Weaver

- Datos: Q1170215
- Multimedia: The Phantom of the Opera (1962 film) / Q1170215